# Kannad
Kannad là một thành phố và là nơi đặt hội đồng đô thị (municipal council) của quận Aurangabad thuộc bang Maharashtra, Ấn Độ.

## Địa lý
Kannad có vị trí 20°16′B 75°08′Đ / 20,27°B 75,13°Đ Nó có độ cao trung bình là 633 mét (2076 feet).

## Nhân khẩu
Theo điều tra dân số năm 2001 của Ấn Độ, Kannad có dân số 34.408 người. Phái nam chiếm 52% tổng số dân và phái nữ chiếm 48%. Kannad có tỷ lệ 69% biết đọc biết viết, cao hơn tỷ lệ trung bình toàn quốc là 59,5%: tỷ lệ cho phái nam là 76%, và tỷ lệ cho phái nữ là 61%. Tại Kannad, 15% dân số nhỏ hơn 6 tuổi.